# Hellmut Hintermeyer
Hellmut Hintermeyer (* 30. April 1918 in Mannheim; † 5. Januar 2017 in Schongau) war ein deutscher Seefahrtshistoriker und Schriftsteller.

## Leben
Hintermeyer wuchs in München auf, wo der viel Zeit am Kleinhesseloher See verbrachte. Zunächst beschränkte er sich darauf dort selbstgebastelte Boote schwimmen zu lassen aber bereits im Alter von 16 Jahren segelte er als Begleiter auf Mietbooten am Tegernsee mit. Er schloss erfolgreich ein Studium im Maschinenbau ab. Im Jahr 1947 zog er nach Schongau, um dort vorübergehend den Kfz-Betrieb seines Onkels zu übernehmen. In dieser Zeit erwarb er ein verwahrlostes Faltboot, das er mit einem Bettlaken als Segel bestückte. Anschließend verbrachte er viele Wochenenden mit dem Segeln auf dem Ammersee. In Dießen nahm er 1948 schließlich Segelunterricht und im Jahr 1955 folgte eine weitere Unterrichtseinheit auf der Ostsee mit anschließender Prüfung in Glücksburg (vgl. Quellental (Glücksburg)). Mit dem Segelschein ausgestattet nahm Hintermeyer an einem Segeltörn nach Norwegen und an einer Regatta rund um Helgoland teil. Dadurch reifte in ihm der Wunsch selbst Seefahrten durchzuführen und erwarb in Lemwerder bei Bremen eine Hansa-Jolle, die über eine kleine Kajüte verfügte. Schon drei Jahre später erwarb er ein Boot der Waarschipwerft, das er selbst ausstattete. Anschließend absolvierte er eine Ausbildung für die Erlangung des Segelscheins für große Küstenfahrt. Als Skipper unternahm er nun seinen ersten eigenverantwortlichen Segeltörn auf der Ostsee. Im Jahr 1970 erwarb er das Bodenseeschifferpatent und kaufte sich eine motorisierte, hochseetüchtige Jacht vom Typ Albin Vega. Mit dieser nahm er erfolgreich an Fahrtenwettbewerben der Kreuzerabteilung des DSV teil. 1980 wurde er Miteigner an einer „Scalar 28“.

## Späte Karriere als Schriftsteller
Seit 1981 schrieb Hintermeyer Artikel über nautische Themen für die Zeitschrift Der Blaue Peter des Deutschen Hochseesportverbandes und Bücher. Das erste erschien unter dem Titel Klar zum Seetörn. Er befasste sich dafür intensiv mit dem Thema Seefahrtsgeschichte und nahm unter anderem 1995 an einem Nordseetörn mit der norwegischen Bark Statsraad Lehmkuhl teil. Im Alter von 80 Jahren beendete er schließlich sein aktives Seglerleben. 1998 erschien sein zweites Buch Schiffskatastrophen, in dem er über Unglücke aus dem Zeitalter der großen Segelschiffe berichtet und mögliche Ursachen und Hintergründe aufzeigt. Weitere Bücher folgten trotz seines fortgeschrittenen Alters.

## Schriften (Auswahl)
Bekannt wurde Hintermeyer durch seine Artikel in Fachzeitschriften und als Seefahrtshistoriker.
- mit Barbara von Damnitz: Klar zum Seetörn. Planung, Ausrüstung, Praxis. (= BLV-Bordpraxis. 9.) BLV-Verlagsgesellschaft, München/Zürich 1981, ISBN 3-405-12431-X.
- Schiffskatastrophen. Von der spanischen Armada bis zum Untergang der Pamir. Pietsch, Stuttgart 1998 ISBN 3-613-50308-5.
- Die See war ihr Zuhause. Große Kapitäne und Entdecker. Pietsch, Stuttgart 2000, ISBN 3-613-50354-9.
- Rätselhafte See Untergänge, Aberglauben, Phänomäne, Legenden. Pietsch, Stuttgart 2003, ISBN 3-613-50308-5.
- Spektakuläre Rettung aus Seenot. Hauschild, Bremen 2004, ISBN 3-897-57243-5.
- Sie segelten um die Macht. Von den Anfängen der Seefahrt bis zur Neuzeit. SVG Service Verlag, Lübeck 2007, ISBN 978-3-981-18290-3.